# When No One Sees Us
When No One Sees Us (spanska: Cuando nadie nos ve)  är en spansk-amerikansk thriller- och kriminaldramaserie som hade premiär den 7 mars 2025 på strömningstjänsten Max. Seriens första säsong består av åtta avsnitt, och är baserad på Sergio Sarrias roman med samma namn.

## Handling
Serien utspelar sig i Morón de la Frontera och handlar om Lucía Gutiérrez, en sergeant i det spanska civilgardet, som utreder märkliga incidenter vid de första processionerna under den heliga veckan.

## Rollista (i urval)
- Mariela Garriga – Magaly Castillo
- Maribel Verdú – Lucía Gutiérrez
- Austin Amelio – Andrew Taylor
- Ben Temple – Seamus Hoopen
- Dani Rovira
- Lucía Jiménez